# La Mesnière
La Mesnière é uma comuna francesa na região administrativa da Normandia, no departamento Orne. Estende-se por uma área de 12,32 km². Em 2010 a comuna tinha 291 habitantes (densidade: 23,6 hab./km²).